# 肋盾虫属
肋盾虫属（学名：Pleuraspis）为穿盾虫科的一个属。

## 下属物种
本属包括以下物种：
- 圆脊肋盾虫 Pleuraspis costata Haeckel
- 多枝肋盾虫 Pleuraspis sarmentosa